# Dichelyma uncinatum
Dichelyma uncinatum là một loài Rêu trong họ Fontinalaceae. Loài này được Mitt. mô tả khoa học đầu tiên năm 1864.